# Coro, Venezuela
Coro là thành phố, thủ phủ bang Falcón và là thành phố lâu đời nhất ở phía tây Venezuela. Nó được thành lập vào ngày 26 tháng 7 năm 1527 bởi Juan de Ampíes với tên Santa Ana de Coro. Nó được thành lập trên một đồng bằng cát của bán đảo Paraguaná, cạnh vườn quốc gia Médanos de Coro ở phía bắc và dãy núi Sierra de Falcón ở phía nam, và cách hải cảng của thành phố là La Vela de Coro bên bờ Biển Caribe 12 km về phía tây kilômét và cách thủ đô Caracas 317 km về phía tây bắc.
Thành phố có truyền thống văn hóa lâu đời bắt nguồn từ khu định cư được thành lập bởi những người chinh phục Tây Ban Nha. Nó là thủ phủ đầu tiên của tỉnh thuộc địa Venezuela và là nơi đặt trụ sở giám mục đầu tiên được thành lập tại Nam Mỹ vào năm 1531. Với tên gọi là Neu-Augsburg, đây là thuộc địa đầu tiên của Đức ở châu Mỹ dưới thời gia tộc Welser của cộng hòa Augsburg. Tiền thân của phong trào đấu tranh giành độc lập và xóa bỏ giai cấp thống trị ở Venezuela cũng bắt nguồn từ khu vực này; nó cũng được coi là cái nôi của phong trào liên bang Venezuela trong kỷ nguyên Cộng hòa.
Nhờ lịch sử, văn hóa và kiến trúc thuộc địa được bảo quản tốt, Coro và hải cảng La Vela của nó đã được UNESCO công nhận là Di sản thế giới từ năm 1993 và nó trở thành địa danh đầu tiên tại Venezuela được trao danh hiệu này. Từ năm 2005, nó nằm trong Danh sách di sản thế giới bị đe dọa.

## Tên
Khi thành lập, thị trấn được gọi là Santa Ana de Coro. Hiện đang có một chiến dịch không thành công trong việc đổi tên thành phố hiện tại thành tên thuộc địa trước đây. Theo truyền thống, Coro trong tiếng Caquetio bắt nguồn từ curiana có nghĩa là "nơi của gió". Tuy nhiên, theo từ điển tiếng Tây Ban Nha (Diccionario de la lengua Española) thì Coro có nghĩa thứ hai là "gió của tây bắc", xuất phát từ Caurus trong tiếng Latinh.

## Khu bảo tồn và Di sản thế giới
Thành phố được thừa hưởng một kiến trúc hoành tráng thời thuộc địa và cộng hòa, đặc trưng bởi kiến trúc Andalucía ở miền nam Tây Ban Nha, với các vật liệu và kỹ thuật được sử dụng bởi người châu Mỹ bản địa dựa trên bùn như gạch phơi, phên đan vách đất mang đến một sự độc đáo. Bố cục bàn cờ truyền thống Tây Ban Nha với hình dạng bất thường của thành phố thời Trung Cổ ở Đức như là sự ảnh hưởng của gia tộc Welser. Ở trung tâm của thành phố là một số đường phố kết thúc đột ngột, phá vỡ bố cục ô bàn cờ truyền thống Tây Ban Nha. Ambrosius Alfinger nhà Welser là thống đốc đầu tiên của tỉnh Venezuela đã  tái cấu trúc bố cục của các đường phố dựa trên bố cục ban đầu của nó.
Với những công trình bằng đất độc đáo ở vùng biển Caribe, Coro là ví dụ sống sót của sự hợp nhất giữa truyền thống bản địa với các kỹ thuật kiến trúc Mudéjar của Tây Ban Nha và hình dạng bất thường của kiến trúc Welser của Đức. Đây là một trong những thành phố thuộc địa đầu tiên ở Nam Mỹ khi nó được thành lập vào năm 1527 và kiến trúc thuộc địa của nó chiếm ưu thế cho đến tận ngày nay. Hơn 600 tòa nhà ở Coro đã được công nhận là di sản kiến trúc.
Trung tâm lịch sử vẫn mang những đặc điểm tiêu biểu của một thành phố thế kỷ 18 và 19, với những con đường lát đá cuội và các tòa nhà thuộc địa. Đây là một thành phố nghỉ mát thuộc địa quan trọng và tổ hợp thánh đường thuộc địa lớn nhất tại Venezuela. Nơi đây chứa một loạt các bảo tàng với sự hiện diện lớn của những biểu tượng Công giáo và di tích lịch sử quốc gia có giá trị. Chính vì những lý do này mà nó cùng với khu cảng La Vela de Coro đã được UNESCO công nhận là Di sản thế giới từ ngày 9 tháng 12 năm 1993, trong phiên họp tổ chức tại Cartagena, Colombia.
Tuy nhiên, từ năm 2005 thì thành phố đã bị liệt vào Danh sách di sản thế giới bị đe dọa. Lý do là bởi biến đổi khí hậu ở Venezuela, đặc biệt là những cơn mưa lớn đã gây ra thiệt hại đáng kể cho kiến trúc phong phú của nó. Các tòa nhà truyền thống được xây dựng dựa trên kỹ thuật sử dụng gạch phơi (được gia cố bằng cấu trúc thực vật) khả năng chống ẩm thấp khiến nhiều công trình loại hình này bị biến dạng.